# یواس‌سی و جی‌اس سیلیمان
یواس‌سی و جی‌اس سیلیمان (به انگلیسی: USC&GS Silliman) یک کشتی است که طول آن ۸۳ فوت (۲۵ متر) می‌باشد. این کشتی در سال ۱۸۷۱ ساخته شد.